# Jardin botanique de Bali
Le jardin botanique de Bali (indonésien : Kebun Raya Bali) est le plus grand jardin botanique d'Indonésie.

## Histoire
Il a été fondé le 15 juillet 1959 par Soekarno, et il fut d'abord connu sous le nom de Eka Karya, eka signifiant "premier" et karya "création" en balinais, du fait qu'il ait été le premier jardin à être créé après l'indépendance, même si ceux nés pendant les Indes orientales néerlandaises subsistaient, comme le jardin botanique de Bogor ou celui de Cibodas.
Initialement destiné à se spécialiser dans les conifères, il dut fermer en 1965 à cause de l'instabilité politique (mouvement du 30 septembre 1965) et ne rouvrit au public qu'en 1975. Sa surface fut alors de 129 hectares, avant d'être portée à 157,5 en 2001.

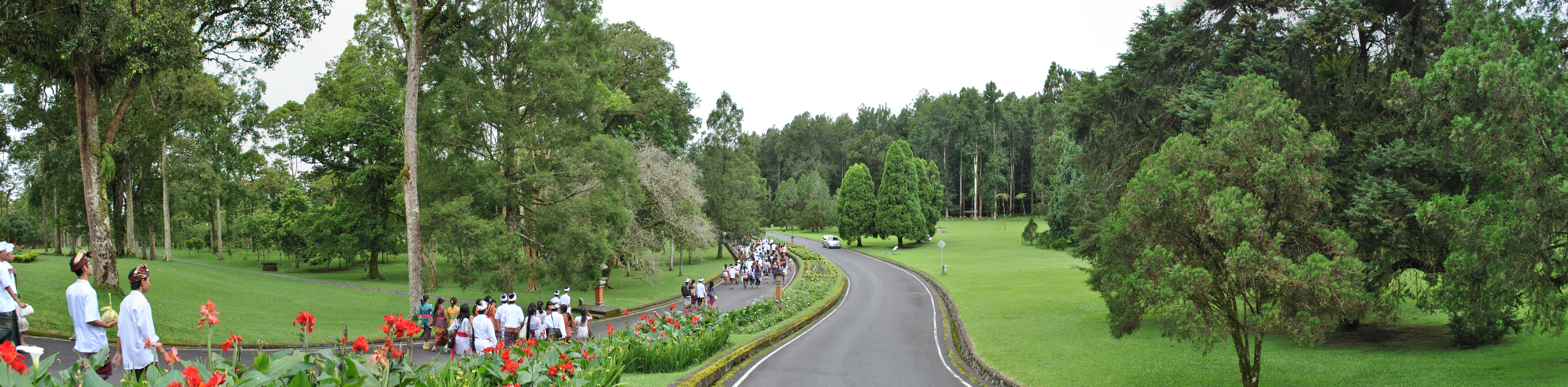

## Géographie
Il a été établi dans le Bedugul (en), une région montagneuse au centre de Bali et à une heure et demie de route de Denpasar.
Situé à 1 300 mètres d'altitude, il surplombe le lac Bratan et le Pura Ulun Danu Bratan, un important temple hindou Shivaïte.

## Missions
Il a comme finalités la recherche, la conservation et l'éducation, en plus d'être un lieu de détente.
Sans en être membre, il est reconnu par le Botanic Gardens Conservation International, une association sans but lucratif créée en 1987 qui a pour objet la préservation de la diversité botanique, et il est sous la tutelle de l'Institut indonésien des sciences, le LIPI.

## Caractéristiques
Il fait approximativement 160 hectares et les températures de jour sont comprises entre 17 et 25°. La nuit, elles peuvent descendre entre 5 et 10°. Le taux d'humidité oscille entre 70 et 90%.

## Flore
Il conserve plus de 2 400 espèces issues de régions montagneuses tropicales comme Bali, les Petites îles de la Sonde, les Célèbes, les Moluques et la Papouasie.
Il abrite ainsi des orchidées, des plantes carnivores, des cactus, des bambous, des fougères (dans le parc Cyathea, avec des espèces rares et anciennes comme les Ophioglossaceae, Marrattiaceae, Osmundaceae, Equisetaceae et les Psilotaceae), des plantes médicinales et de cérémonie, des rhododendrons, des bégonias (l'une des collections les plus importantes au monde), des ficus.

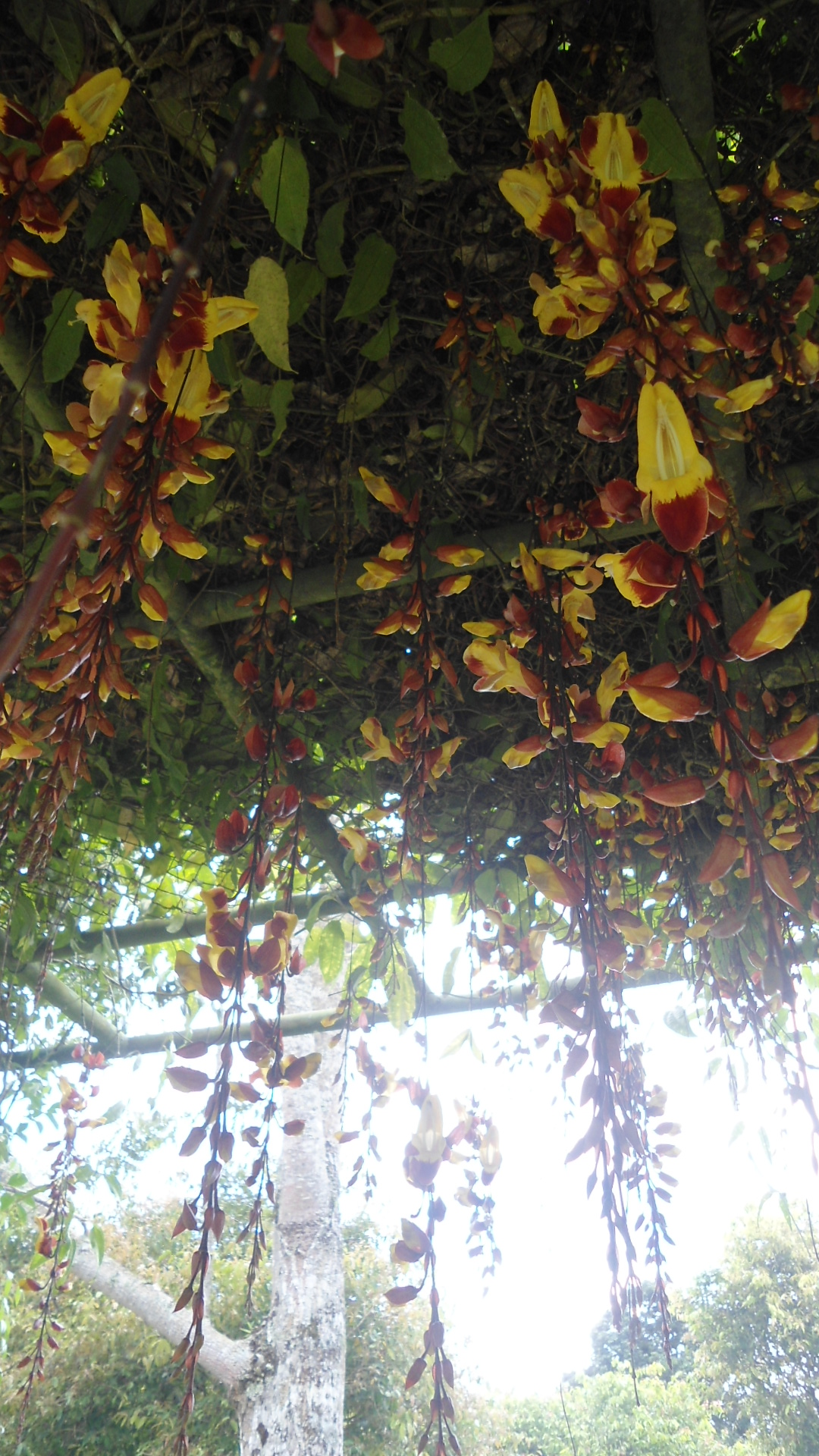
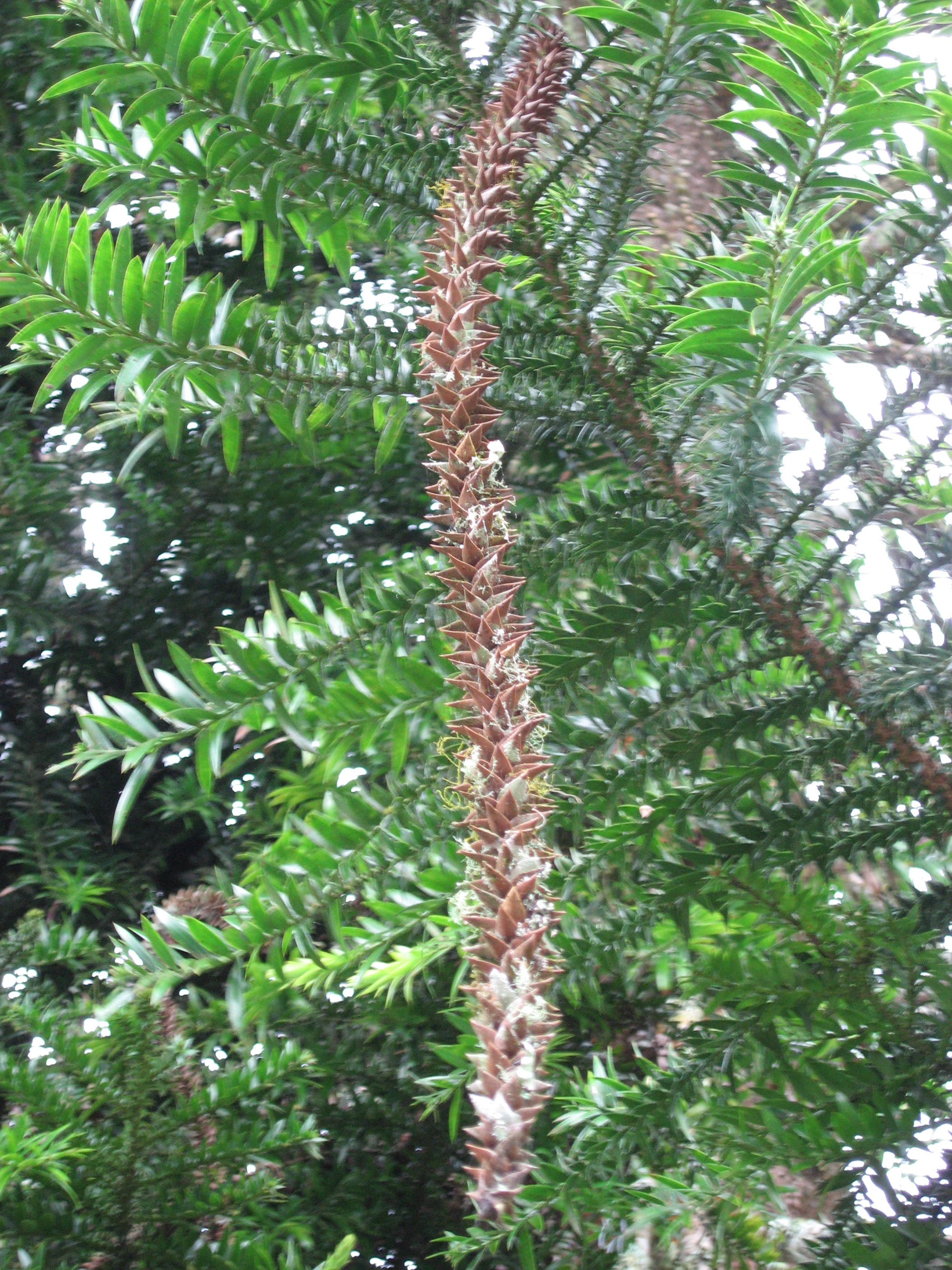
Araucaria bidwillii
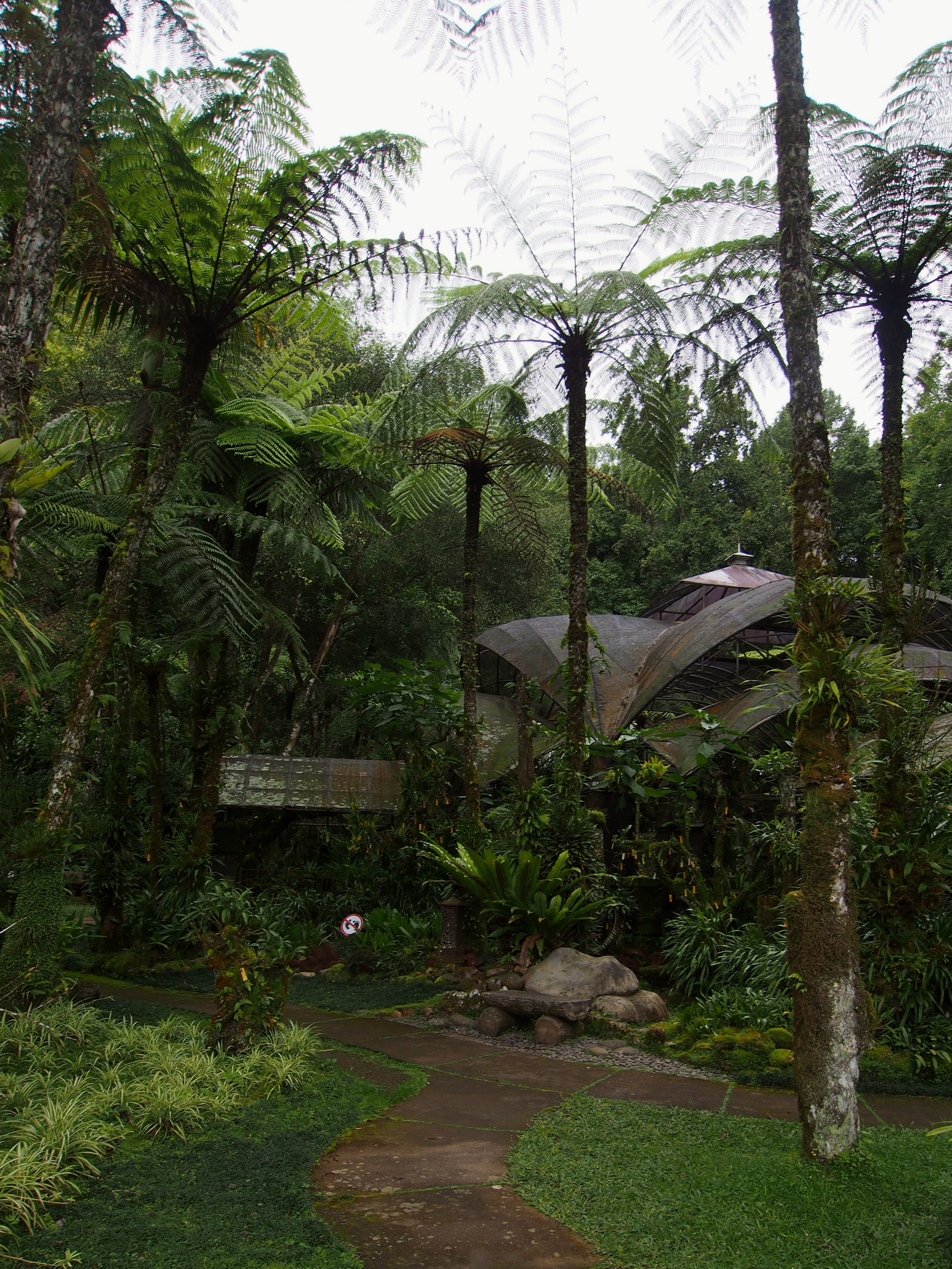
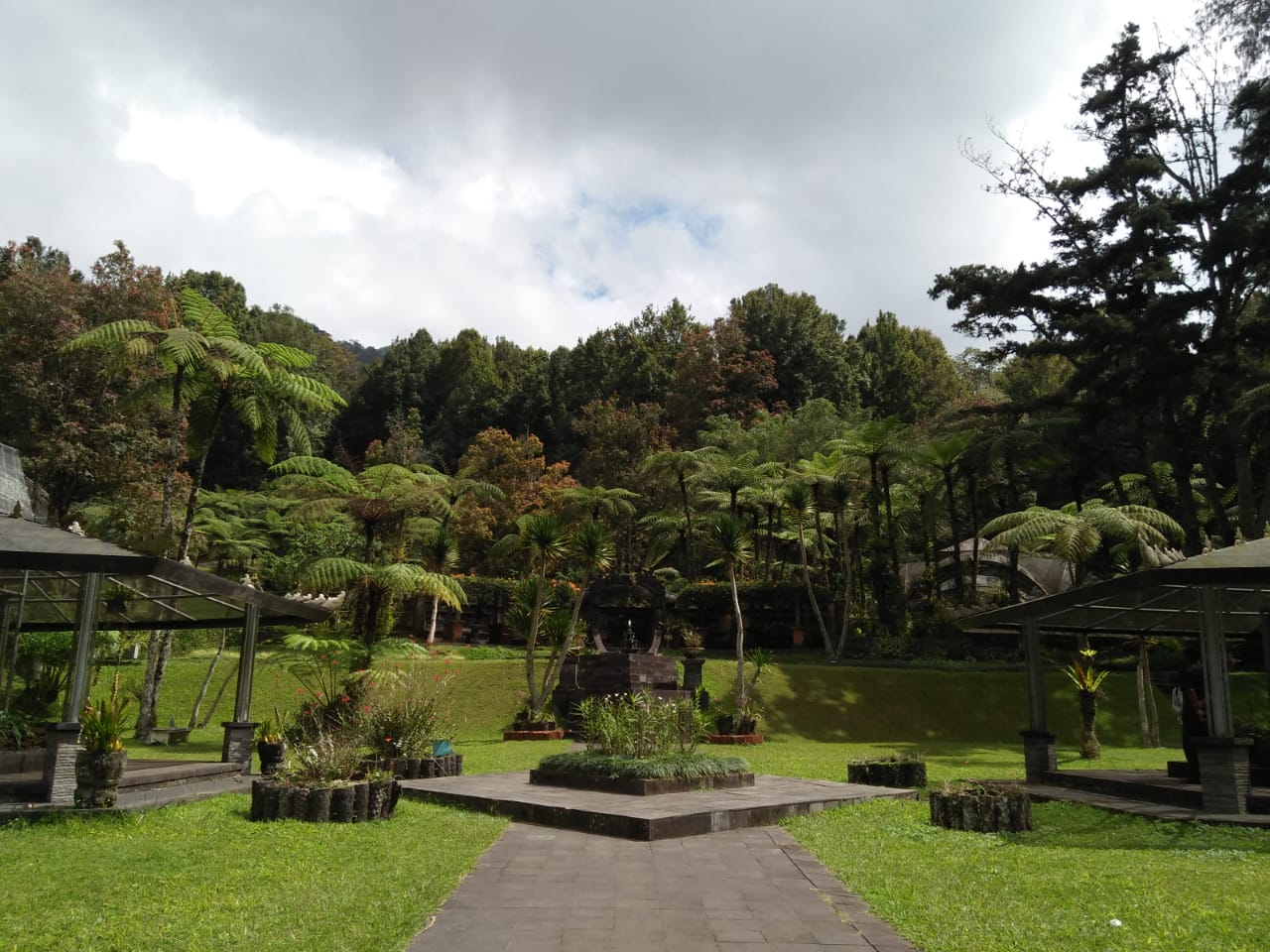
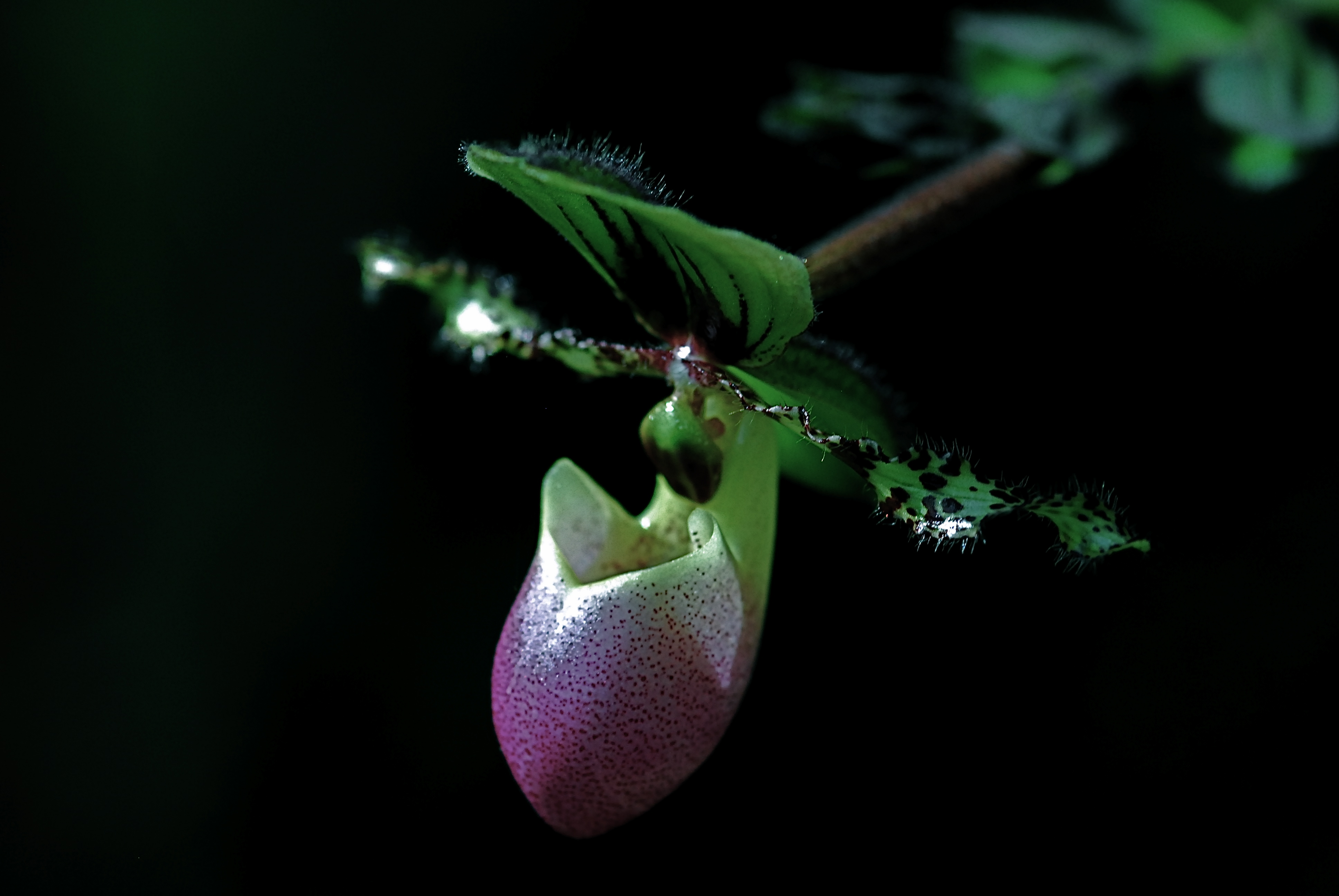
Un Paphiopedilum
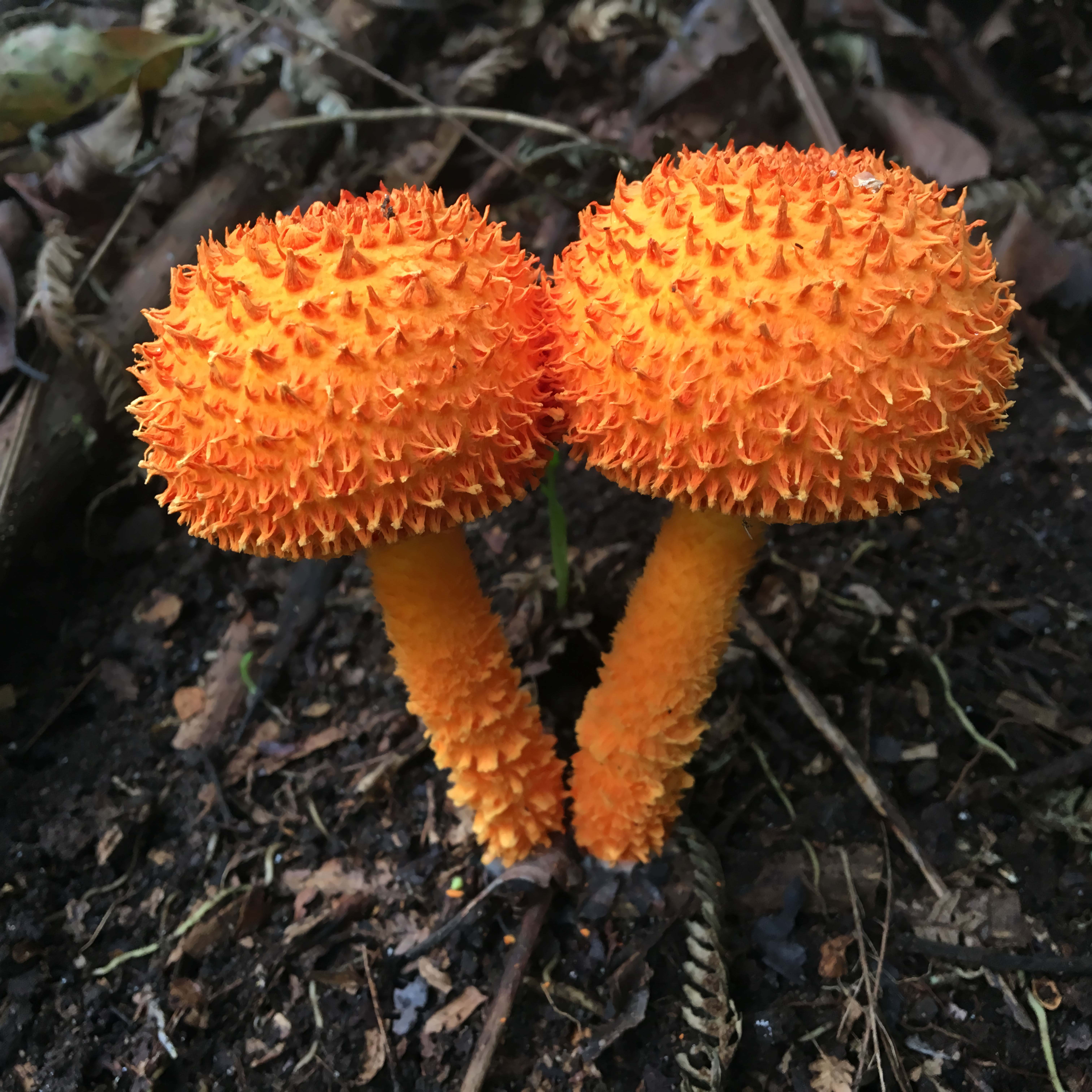
Cyptotrama asprata (en)

## Faune
On peut y apercevoir près de 80 espèces d'oiseaux, des toupayes et des macaques.

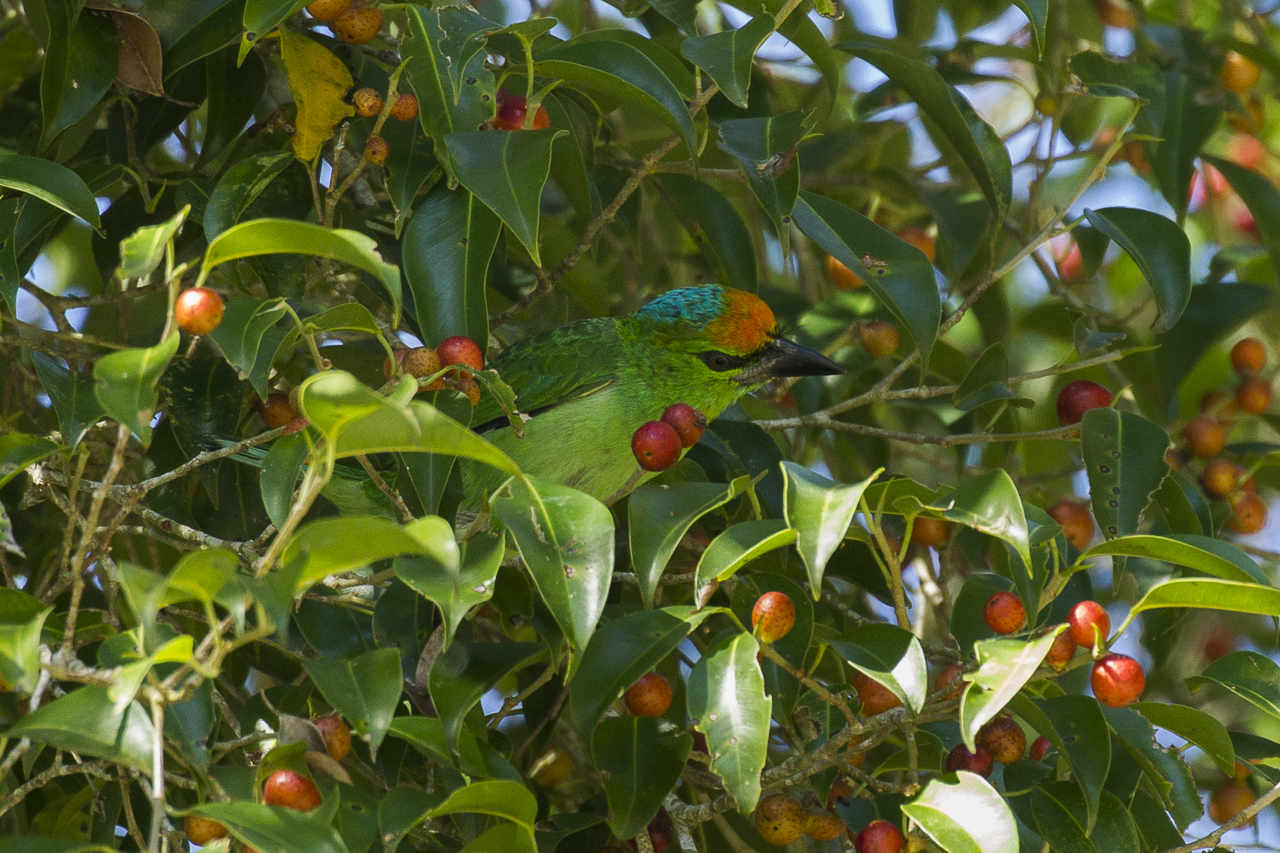
Un Barbu souci-col
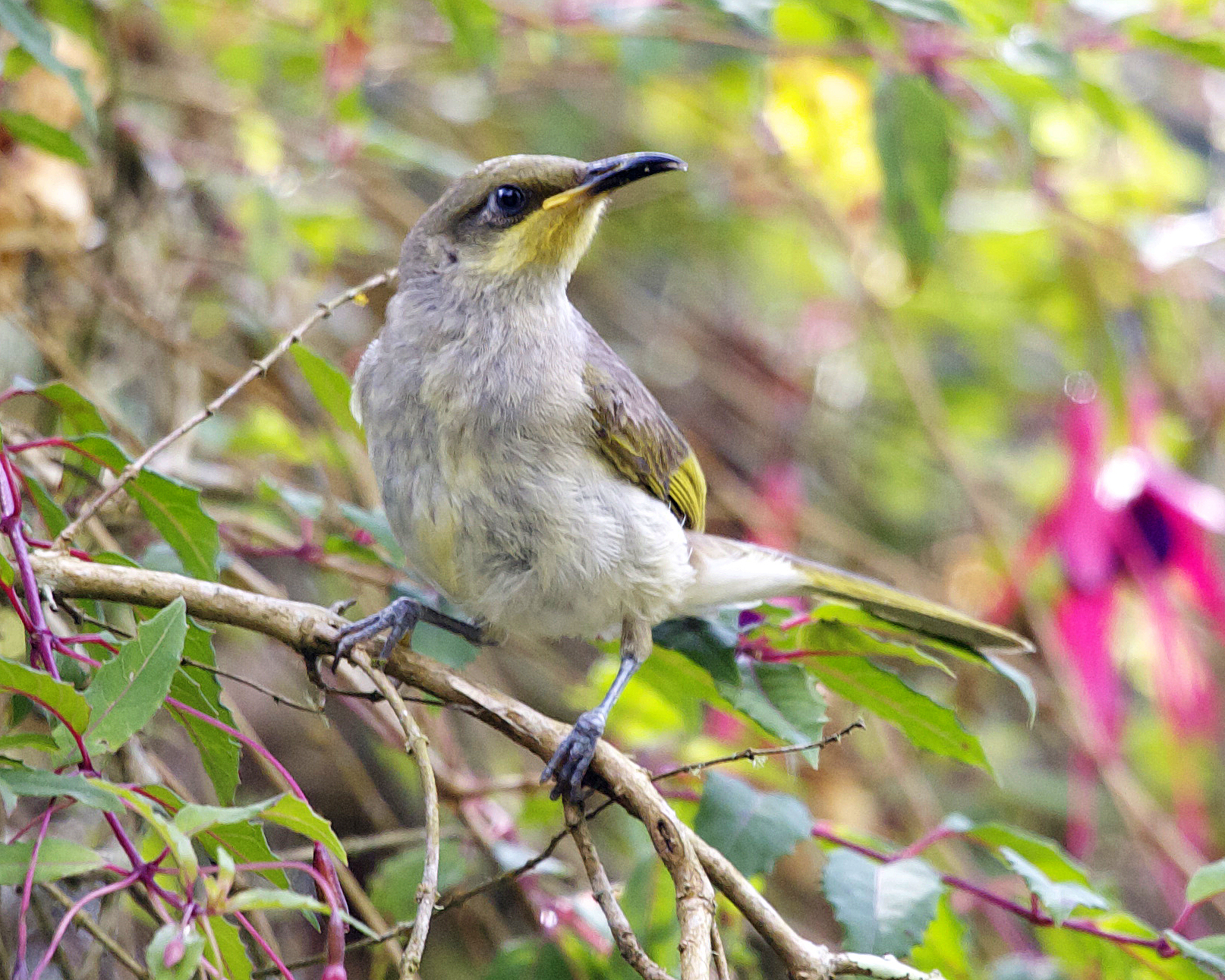
Un Méliphage frangé
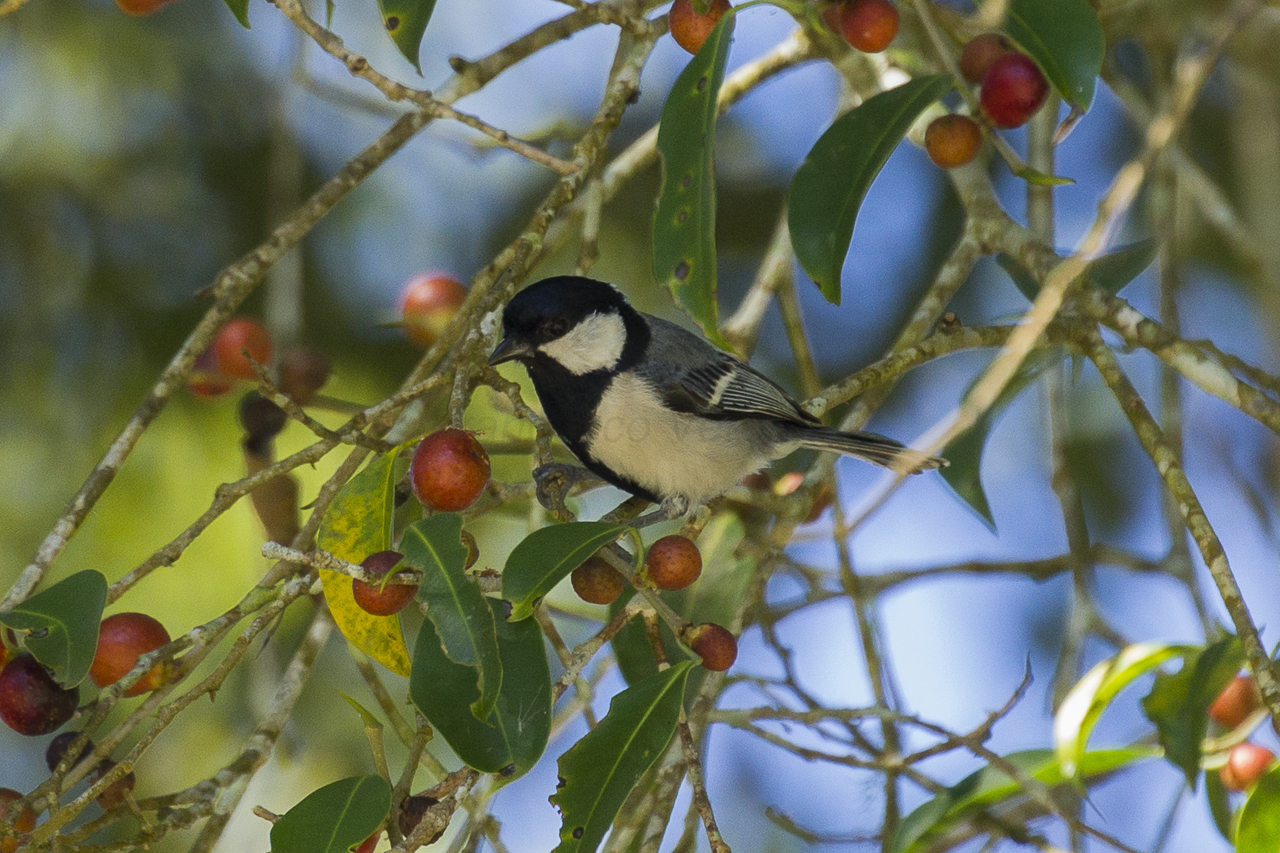
Une mésange indienne
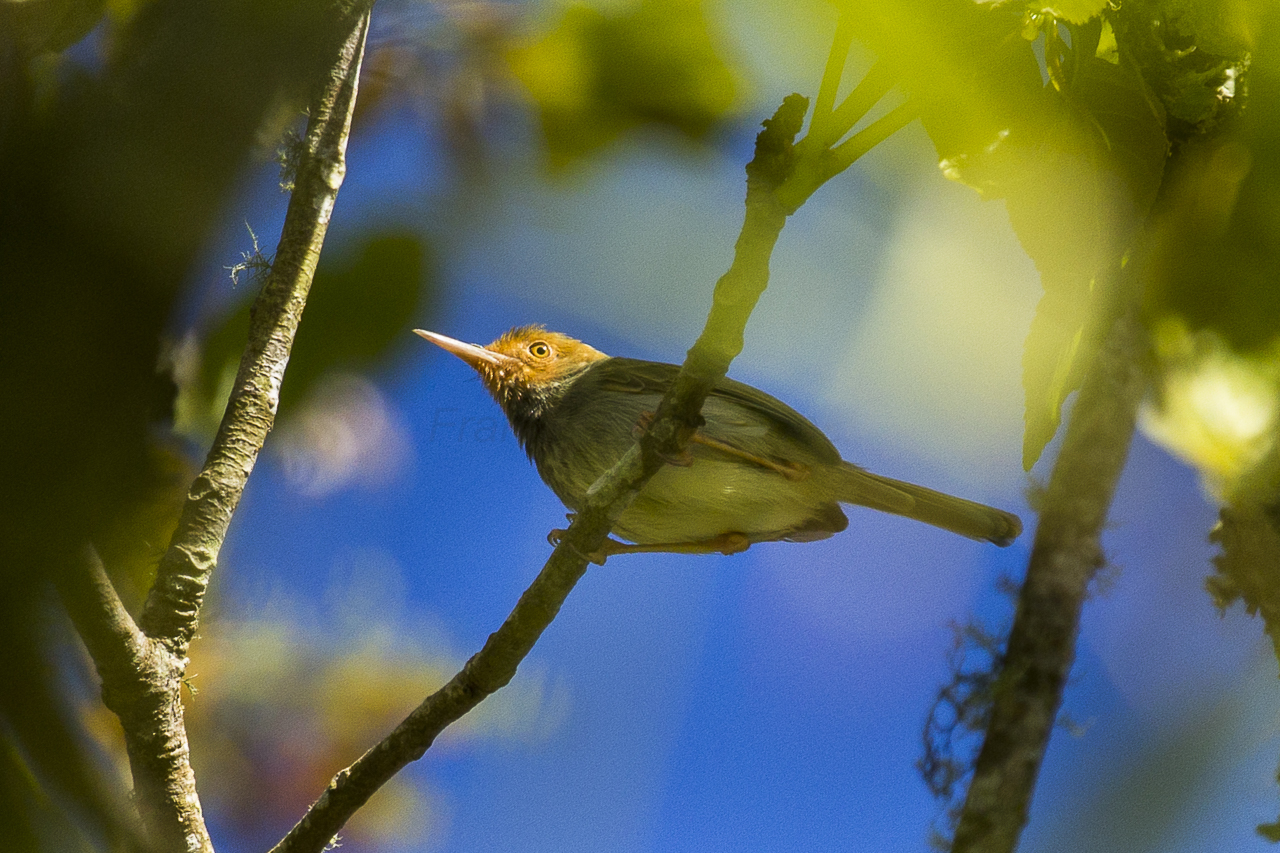
Une couturière à dos vert

## Architecture et art
Trois temples hindous y sont répertoriés, ainsi qu'une maison d'hôtes dans un style balinais (en) et un bâtiment en forme de dinosaure recouvert de mousses.

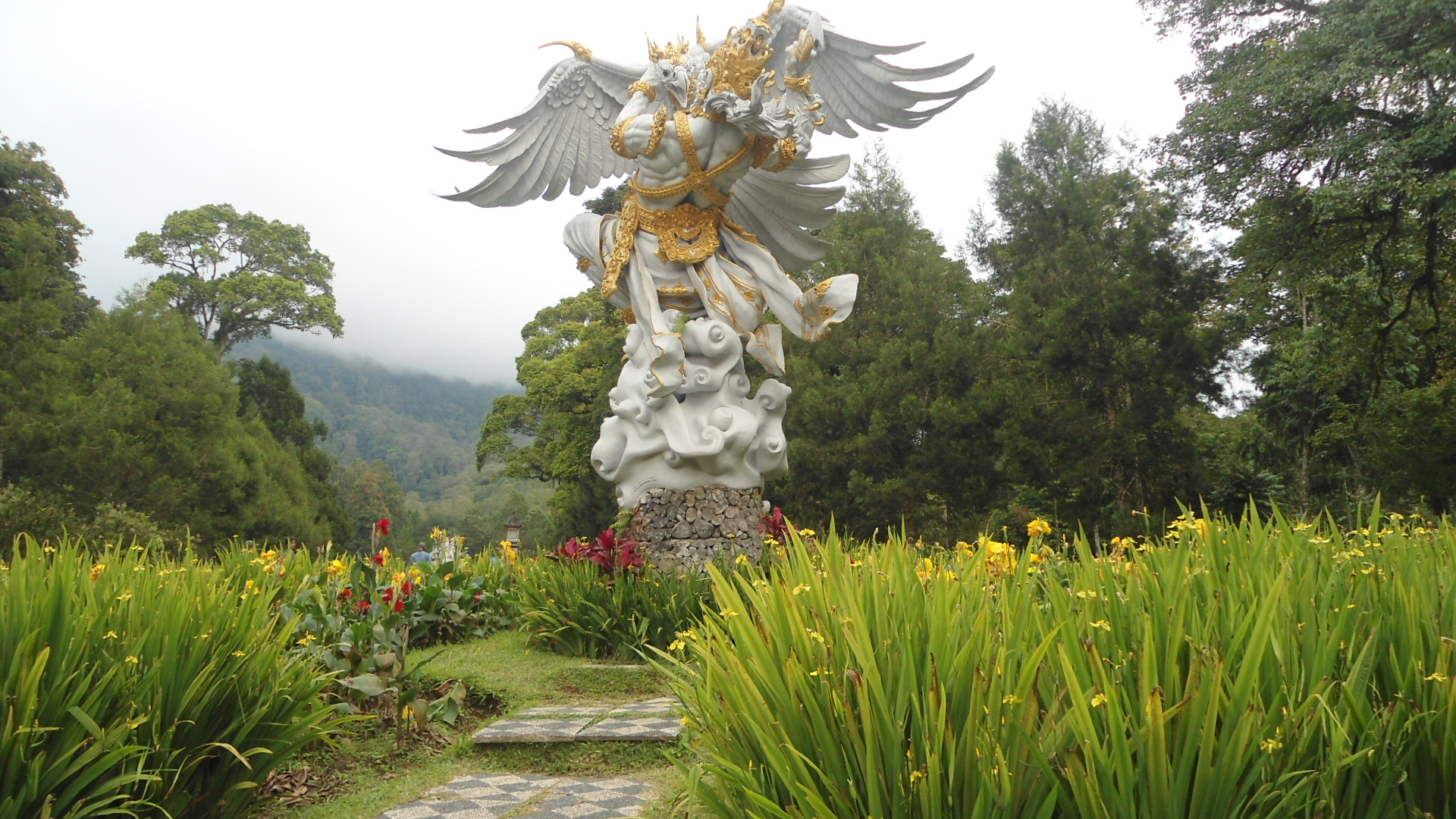
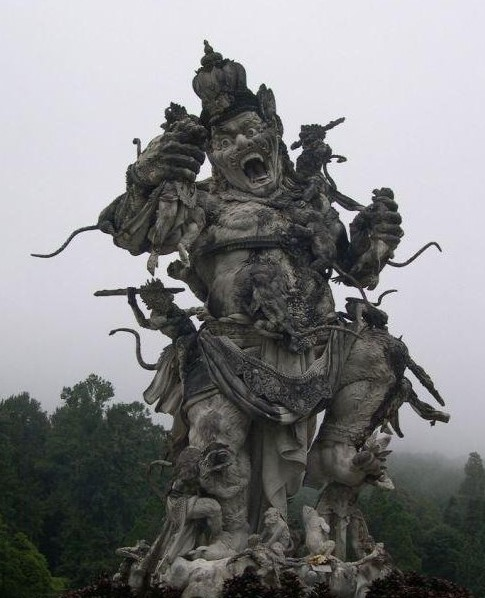
Le démon Kumbhakarna attaqué par des singes, selon le Râmâyana
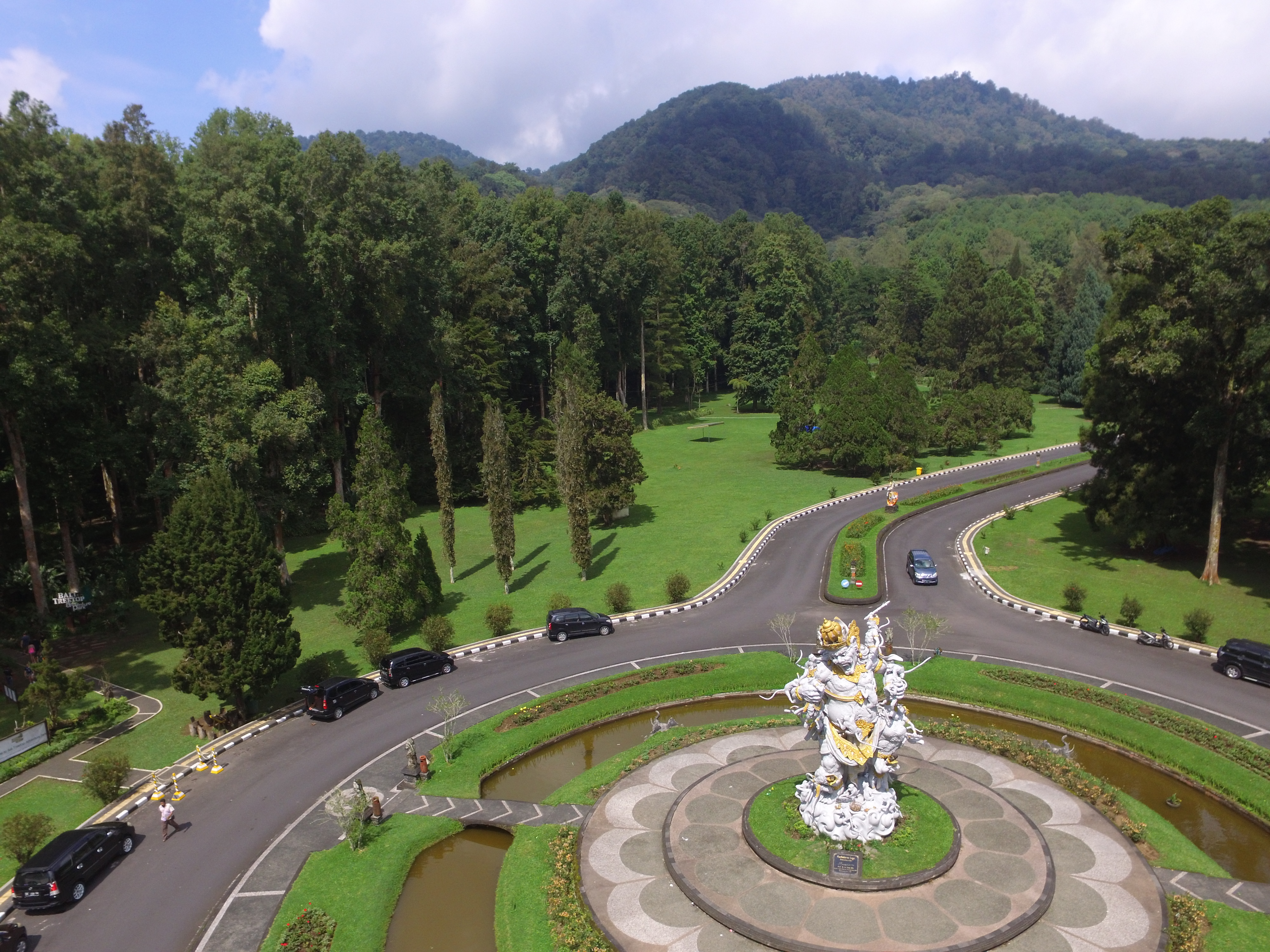

## Informations pratiques
Il dispose de restaurants, d'un terrain de foot et d'un parcours acrobatique en hauteur.
Ouvert de 8 à 18 heures toute l'année, sauf le jour du Nyepi, le nouvel an balinais, basé sur le calendrier Saka.
Le parc peut être assez froid et humide.
Le coût d'entrée pour un étranger est de 20 000 roupies indonésiennes.